# Bulletin du Musée Hongrois des Beaux-Arts
Das Bulletin du Musée Hongrois des Beaux-Arts, Untertitel A Szépművészeti Múzeum közleményei, ist das in teils französischer, teils ungarischer Sprache geschriebene Bulletin und Mitteilungsblatt des Museums der Schönen Künste in Budapest.
Die Zeitschrift erscheint seit Mai 1947 mit anschließend zeitweilig wechselnden Haupt-, Parallel- und Nebensachtiteln. Die Ausgaben sind großteils auch als Online-Ausgabe abrufbar.